# Riex
Riex es una localidad y antigua comuna suiza del cantón de Vaud, situada en el distrito de Lavaux-Oron.

## Geografía
La comuna hace parte de Lavaux, el área declarada Patrimonio de la Humanidad por la Unesco en 2007. La comuna hizo parte hasta el 31 de diciembre de 2007 del distrito de Lavaux, círculo de Cully. La antigua comuna limitaba al norte con la comuna de Forel (Lavaux), al este con Epesses, y al sur y oeste con Cully.

## Historia
Tras un referendo el 17 de mayo de 2009, los habitantes de las comunas de Epesses, Riex, Villette (Lavaux), Cully y Grandvaux decidieron aceptar la fusión de sus comunas en una nueva comuna llamada Bourg-en-Lavaux, que fue creada oficialmente en julio de 2011.

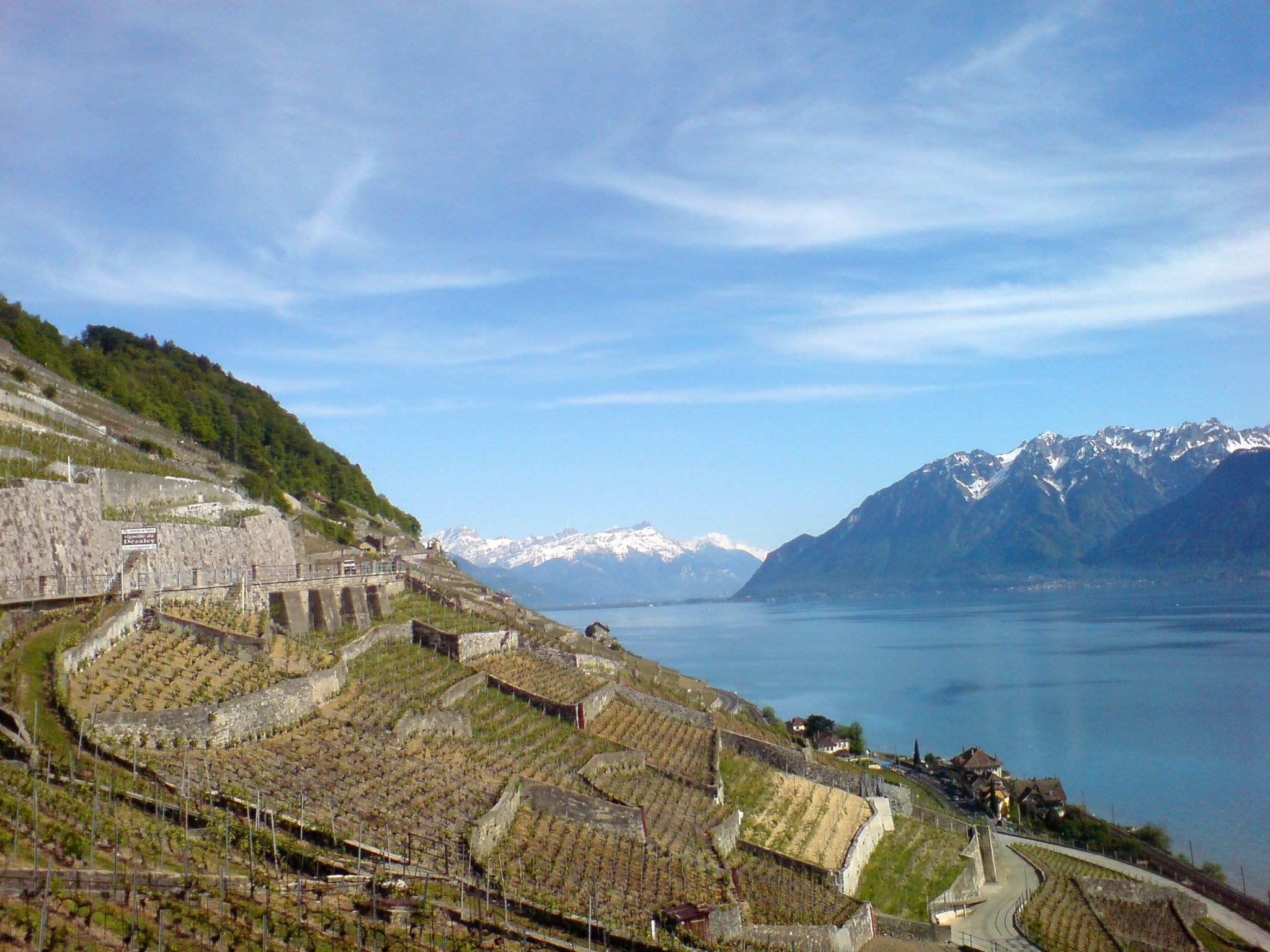
Vista de los viñedos de Lavaux y del lago Lemán.